# Заполье Косицкое
Заполье Зареченское или Речное — деревня в северной части Порховского района Псковской области. Входит в состав сельского поселения «Дубровенская волость».
Расположена на берегу реки Шелонь, в 25 км к северу от города Порхов.
Численность населения на конец 2000 года составляла 21 человек.
До 3 июня 2010 года деревня входила в состав ныне упразднённой Демянской волости (с центром в д. Боровичи), которая была объединена с Дубровенской волостью (с центром в д. Дубровно) в Дубровенскую волость с новым центром в д. Боровичи.